# Astragalus sericostachys
Astragalus sericostachys är en ärtväxtart som beskrevs av John Ellerton Stocks. Astragalus sericostachys ingår i släktet vedlar, och familjen ärtväxter. Inga underarter finns listade i Catalogue of Life.